# James Johnson Sweeney
Pour les articles homonymes, voir Sweeney.
James Johnson Sweeney (1900-1986) est un critique d'art, collectionneur d'œuvres d'art et conservateur de musée américain.

## Biographie
Il est diplômé de l'Université de Georgetown en 1922. De juin 1936 à mai 1938, il est rédacteur en chef à Paris de la revue littéraire américaine Transition. De 1935 à 1946, il est conservateur du Museum of Modern Art de New York. Il est le deuxième directeur du Musée Solomon-R.-Guggenheim, de 1952 à 1960. Au cours de son mandat, il élargit la portée de la collection pour inclure la peinture expressionniste abstrait ainsi que la sculpture et crée le Prix International Guggenheim (en) en 1956. Il a également participé aux dernières années de la construction du bâtiment du musée conçu par Frank Lloyd Wright.
Il a collectionné et rassemblé des œuvres d'Alexander Archipenko, de Constantin Brâncuși, d'Alberto Burri, Alexander Calder, de César, d'Alberto Giacometti, de Lucio Fontana, David Hayes, Willem de Kooning, Fernand Léger, Joan Miró, Piet Mondrian, Pablo Picasso, Jackson Pollock et Pierre Soulages.
James Sweeney est mort le 14 avril 1986 à Manhattan.

## References
1. ↑  Sorensen, Lee. Sweeney, James Johnson, Dictionary of Art Historians, November 27, 2000. Retrieved on December 24, 2007.
2. ↑  « James Johnson Sweeney records », Solomon R. Guggenheim Museum (consulté le 6 mars 2014)
3. ↑  « The Global Guggenheim » [archive du 1er octobre 2006], Solomon R. Guggenheim Museum (consulté le 4 novembre 2006)
4. ↑  Grace Glueck, « James Johnson Sweeney Dies; Art Critic and Museum Head », sur The New York Times, 15 avril 1986 (consulté le 29 janvier 2013)